# Higasi Hongandzsi
A Higasi Hongandzsi (japánul: 東本願寺, Hepburn-átírással: Higashi Honganji) a dzsódo sin buddhista szekta ótani ágának főtemploma a Kiotói vasútállomás közelében. Jelentése 'keleti' Hongandzsi, így különböztetik meg a tőle néhány száz méterre álló eredeti, 'nyugati' Hongandzsitól (Nisi Hongandzsi), ugyanis a 16. század végén az akkori főapát két fia összeveszett az utódláson, és Tokugava Iejaszu sógun engedélyezte az új templom, a Higasi megépítését, amivel a szekta maga is kettévált: ma a Higasinak öt és félmillió híve és több mint nyolcezer fióktemploma van szerte az országban. Mivel épületei számtalanszor leégtek, többségük Meidzsi-kori (1868–1912) rekonstrukció, s jóformán egyetlen nevezetessége az a hatalmas kötél, amit a nő hívek hajából fontak 1895-ben, amikor a nagycsarnok (kondó) újjáépítéséhez gerendákat kellett odavontatni (ez Kiotó máig legnagyobb faépülete és az ország egyik legnagyobb temploma: 63x57x38 méter).

## Lásd még
- Isijama Hongandzsi